# Leucoptera phaeopasta
Leucoptera phaeopasta là một loài bướm đêm thuộc họ Lyonetiidae. Nó được biết từ Úc và được mô tả từ Queensland.
Chúng có thể ăn lá nơi chúng làm tổ.